# Петшик, Эдвард
Эдвард Петшик (пол. Edward Pietrzyk, 3 ноября 1949 года, Рава-Мазовецкая, ПНР — 5 мая 2021) — генерал брони Войска Польского, командующий Сухопутными войсками Польши (2000—2006), чрезвычайный и полномочный посол Польской Республики в Ираке и КНДР.

## Военная служба
В период 1967—1971 годов проходил курс обучения на электромеханическом факультете Военно-технической академии имени Ярослава Домбровского в Варшаве. После окончания направлен в 2 Поморскую артиллерийскую бригаду в Хощно на должность командира взвода. В 1977—1980 годах проходил обучение в Военной артиллерийской академии в СССР, которую окончил с золотой медалью.
В 1980 году был назначен старшим офицером в оперативно-разведывательном отделе командования ракетных войск и артиллерии Министерства национальной обороны ПНР в Варшаве. Затем переведён на должность старшего оперативного офицера при командовании 2 Поморской артиллерийской бригады. В 1981—1985 годах был помощником командующего Ракетных войск и артиллерии МНО, затем начальником штаба 23 бригады гаубичной артиллерии в Згожелеце. В 1989—1990 годах проходил курс в Военной академии Генерального штаба Вооружённых Сил СССР имени К. Е. Ворошилова, которую окончил с отличием.
В 1990—1991 годах заместитель командующего Ракетных войск и артиллерии. С 1991 года проходил службу в Генеральном штабе в Варшаве. Занимал должности заместителя начальника и начальника Оперативного отдела. В 1992—1996 годах руководил I оперативно-стратегическим отделом. В 1993 году присвоено звание генерала бригады. В 1996 году звание генерала дивизии.
В 1997—1998 годах на учёбе в Национальном университете обороны США в Вашингтоне. В 1998 году назначен помощником министра национальной обороны по вопросам создания Международного корпуса. С 1999 года заместитель командующего этим корпусом в Щецине. В 2000—2006 годах командующий Сухопутными войсками Войска Польского. В 2001 году присвоено звание генерал брони. Принимал участие в создании доктрины национальной обороны и польской части программы «Партнёрство ради мира». Участвовал в работах по реорганизации Войска Польского.

## Дипломатическая служба
16 марта 2007 года комиссия Сейма по иностранным делам утвердила кандидатуру генерала брони в отставке Эдварда Петшика на должность чрезвычайного и полномочного посла. Через месяц президент Польши Лех Качиньский назначил его послом в Ираке.
3 октября 2007 года посол Петшик был тяжело ранен в результате террористического акта на улице Багдада. Помощь польскому послу оказали сотрудники «Blackwater», которые за это были награждены польскими медалями. Из Ирака раненый посол был перевезен в Германию, откуда затем перевезен на лечение в Польшу. До 9 ноября лечился в Центре лечения сильных ожогов в Грыфице. После выхода из больницы вернулся на свой дипломатический пост, на котором оставался до 31 августа 2008 года.
24 октября 2009 года назначен послом в Корейской Народно-Демократической Республике.

## Награды

### Польша
- Командор со звездой ордена «Polonia Restituta» (2007)[6]
- Офицер ордена «Polonia Restituta» (1999)[7]
- Кавалер ордена «Polonia Restituta»
- Золотой крест заслуги
- Золотая медаль «Вооружённые силы на службе Родине»
- Серебряная медаль «Вооружённые силы на службе Родине»
- Бронзовая медаль «Вооружённые силы на службе Родине»
- Золотая медаль «За заслуги при защите страны»
- Серебряная медаль «За заслуги при защите страны»
- Бронзовая медаль «За заслуги при защите страны»
- Медаль «Milito Pro Christo»[8]
- Почётный знак «Bene Merito» (2010)[9]
- Был внесён в почётную книгу Министерства Национальной обороны Польши

### Иностранные
- Большой крест со звездой ордена «За заслуги перед Федеративной Республикой Германия»
- Командор Легиона почёта (США)